# Saint-Vigor-le-Grand
 Saint-Vigor-le-Grand  es una población y comuna francesa, situada en la región de Baja Normandía, departamento de Calvados, en el distrito de Bayeux y cantón de Bayeux.

## Demografía
| 1195 | 1304 | 1588 | 1752 | 2032 | 1901 |
| Para los censos de 1962 a 1999 la población legal corresponde a la población sin duplicidades (Fuente: INSEE [Consultar]) |      |      |      |      |      |